# Ronaldo Guiaro
Ronaldo Guiaro (ur. 2 czerwca 1974 w Piracicabie) – piłkarz brazylijski, występujący na pozycji środkowego obrońcy.

## Kariera klubowa
Karierę piłkarską Ronaldo Guiaro zaczął w klubie Guarani FC w 1993 roku. W latach 1995–1997 występował w Clube Atlético Mineiro. W lidze brazylijskiej zadebiutował 27 sierpnia 1995 w zremisowanym 1-1 meczu z São Paulo FC. Z Atlético Mineiro zdobył mistrzostwo stanu Minas Gerais – Campeonato Mineiro w 1995 roku.
W 1996 roku wyjechał do Europy do Benfiki Lizbona. W Benfice występował przez 5 lat nie osiągnął jednak sukcesów. W 2001 przeszedł do tureckiego Beşiktaşu JK. Z Beşiktaşem zdobył mistrzostwo Turcji 2003. W 2005 roku powrócił do Brazylii do Santos FC. Z Santosem zdobył mistrzostwo stanu São Paulo – Campeonato Paulista w 2006 roku. W Santosie rozegrał 3 grudnia 2006 w wygranym 3-1 meczu z Santa Cruz Recife, swój ostatni do tej pory mecz w lidze brazylijskiej. Ogółem w lidze brazylijskiej wystąpił w 62 spotkaniach.
Po pół roku bezczynności w pierwszej połowie 2006 roku powrócił do Europy do greckiego Arisu Saloniki, w którym występował do 2011 roku. Z Arisem dwukrotnie dotarł do finału Puchar Grecji w 2008 i 2010 roku.

## Kariera reprezentacyjna
W reprezentacji Brazylii Ronaldo Guiaro zadebiutował 26 czerwca 1996 w wygranym 3-1 towarzyskim meczu z reprezentacją Polski. Był to jego jedyny występ w reprezentacji.
W 1996 roku Ronaldo Guiaro uczestniczył w Igrzyskach Olimpijskich w Atlancie, na których Brazylia zdobyła brązowy medal. Na turnieju Ronaldo Guiaro był podstawowym zawodnikiem i wystąpił we wszystkich sześciu meczach: z Japonią, Węgrami, ponownie z Nigerią, Ghaną, Nigerią i Portugalią.